# Serra do Ramalho (Bahia)
Serra do Ramalho é um município brasileiro do estado da Bahia, situado no Oeste deste estado, no Vale do São Francisco.

## Geografia

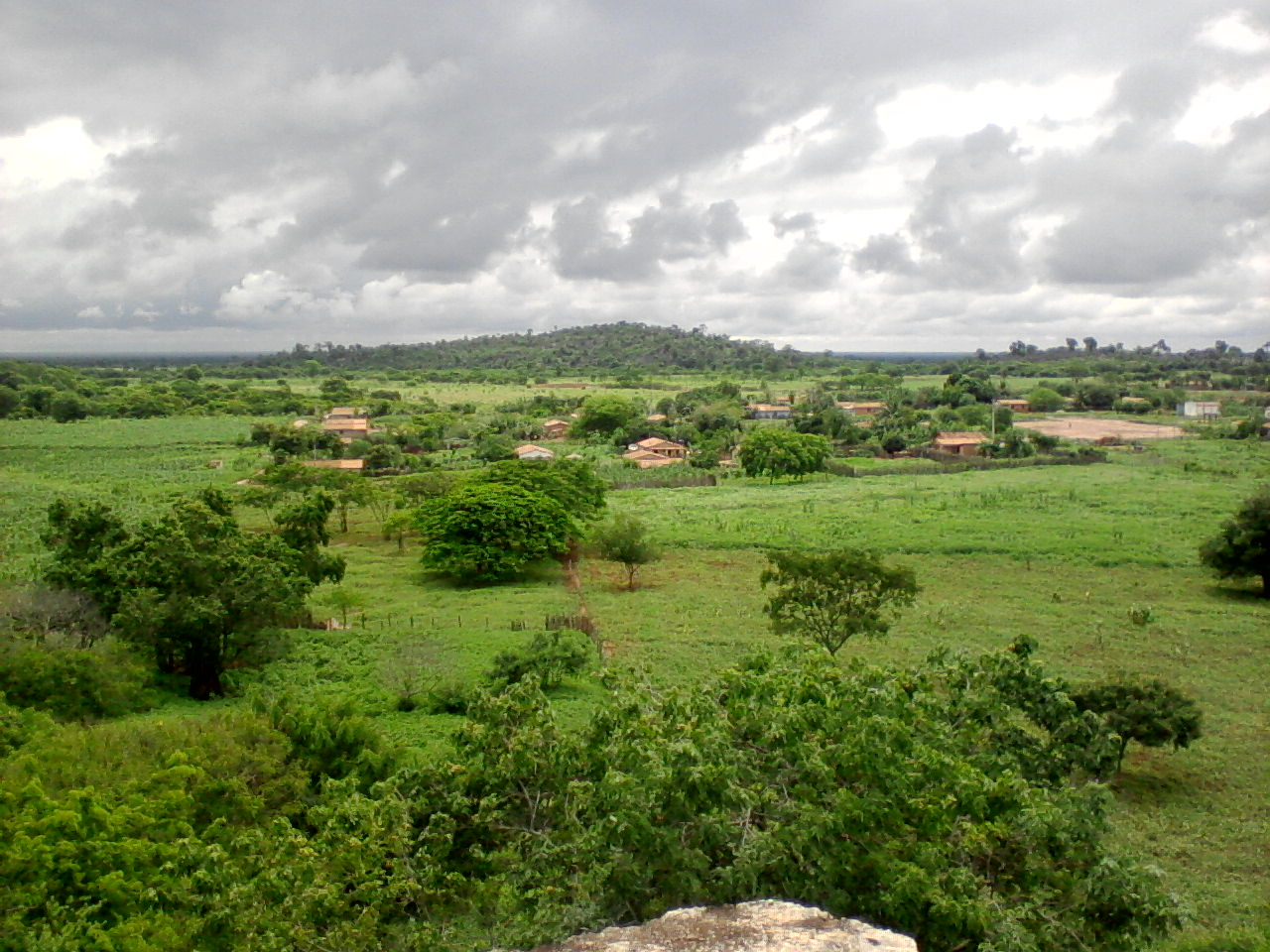
Mata verde em Serra do Ramalho.

Sua população de acordo estimativa do IBGE em 2024 era de 36.119 habitantes. Localiza-se entre o Rio São Francisco e a serra de mesmo nome do município. Situa-se a 845 km da capital Salvador e a 328 km de Barreiras que é a principal cidade da região oeste da Bahia.